# Eneko Las Heras
Eneko Las Heras   (Caracas) és un dibuixant veneçolà de pares bascs especialitzat en l'humor gràfic de denúncia social.
Col·laborador del diari 20 Minutos des de 2001, el 31 d'octubre de 2017 anuncià per Twitter que havia sigut despatxat sense cap explicació, després que no li publicaren dos peces al·lusives al procés independentista català i es mostrara a favor de la República Catalana.
Eneko va desmentir que el despatxament es deguera a la censura d'un acudit titulat Marca España en referència a la repressió exercida pel Govern d'Espanya durant el referèndum d'autodeterminació de Catalunya, que de fet havia publicat en la revista Interviú, per a la qual continuà treballant. Al tancament de la revista Interviú, segueix dibuixant actualment a El Jueves. També ha col·laborat a la revista satírica Illegal Times, i al llibre col·lectiu de Dibuixants sense fronteres titulat 155 dibuixos contra el 155.